# Jean-François Caritte
Jean-François Caritte, né en 1960, est un auteur de bande dessinée français.

## Biographie
Jean-François Caritte collabore avec de nombreux périodiques marquants de la bande dessinée dont Psikopat, Fluide glacial, Ferraille, Chacal puant, P.L.G., Spirou, Le journal de Mickey, El Vibora (Espagne), Egoscopic, Aaarg !, Zélium ou encore DBD.
Il est également illustrateur de presse ( Science & Vie Junior, CQFD, L'Humanité, I love English, Today in English, ...).
Jean-François Caritte a aussi signé quelques pochettes de disques et un ouvrage sur Gene Kelly (collection BD Ciné), qui est accompagné de deux disques. En outre, il a aussi fondé sa maison d'édition associative, Les Mal Élevés, chez laquelle on peut retrouver des albums de ses amis Walter Minus ou Jean-Michel Thiriet et il a aussi été le chanteur des groupes troyens les Complètement et Vachakouïl.

## Ouvrages
- Pecos Bill, éd. Rock Hardi, 1994
- Du travail d'artiste, éd. Rock Hardi, 1995
- Si ça se trouve, c'est possible, on peut pas savoir, éd. Les Requins Marteaux, 1995
- La véritable histoire du Rock n'Roll, éd. Rock Hardi, 1995
- 10 000 histoires drôles, éd. Les Requins Marteaux, 1999
- Portraits de destins[7], éd. Les Mal Élevés, 2000
- Le charisme de Ben-Hur[8], P.M.J. éditions, 2001
- Le Roi des Fans, éd. Les Requins Marteaux, 2001
- Jules Spy, futur espion, éd. Les Requins Marteaux, 2003
- Dans les griffes du Pavillon Divin, collection Ferraille, éd. les Requins Marteaux, Novembre 2003
- Gene Kelly, collection BDciné, Nocturne, mars 2005
- Autopsie d'une légende, éd. P.L.G., 2006
- Dany le rouge passe au vert ! (scénario et dessin de Tramber, couleurs de Jean-François Caritte)[9], Soleil, 2011
- Les Toudébus[10], tomes 1, 2, 3, Éditions Poivre & sel, 2012-2013
- Atroce ![11], scénario de Jean-François Caritte, avec un collectif de dessinateurs  (Bernard Khattou, Jürg, Mr Pek et Rifo), 2016
- Xavier Cugat , collection BDjazz, Nocturne, novembre 2017
- Les Légendes des Siècles[12],[13],  Éditions Rouquemoute, 2019